# Кипелов (группа)
«Кипе́лов» — российская рок-группа под руководством Валерия Кипелова, основанная в 2002 году.
По словам Валерия, группа играет в стиле Хард-н-хеви, а главные ориентиры в творчестве — это «хорошая красивая мелодия и достойный текст».
Лауреат премии «MTV Russia Music Awards» 2004 года как лучший рок-проект.

## История группы

### Предыстория
В 1997 году Валерий Кипелов отдельно от группы «Ария» совместно с Сергеем Мавриным записывает альбом «Смутное время», где впервые выступает соавтором текстов Маргариты Пушкиной. Именно в этом альбоме впервые был издан хит «Я свободен!», а многие композиции впоследствии вошли в синглы и концертные альбомы группы «Кипелов».

### Раскол «Арии»
Группа Кипелов появилась на свет после раскола группы «Ария» на два коллектива (последний концерт был 31 августа 2002 года в Лужниках, который получил название «Судный день», а 1 сентября 2002 года Валерий Кипелов создал новую группу). Бывшие музыканты Арии — вокалист Валерий Кипелов, гитарист Сергей Терентьев и барабанщик Александр Манякин — приняли решение о создании собственной группы под названием «Кипелов». В состав группы были приглашены Сергей Маврин (также в своё время игравший в «Арии») и бас-гитарист группы «Маврин» Алексей Харьков.

### Первый тур и первый альбом

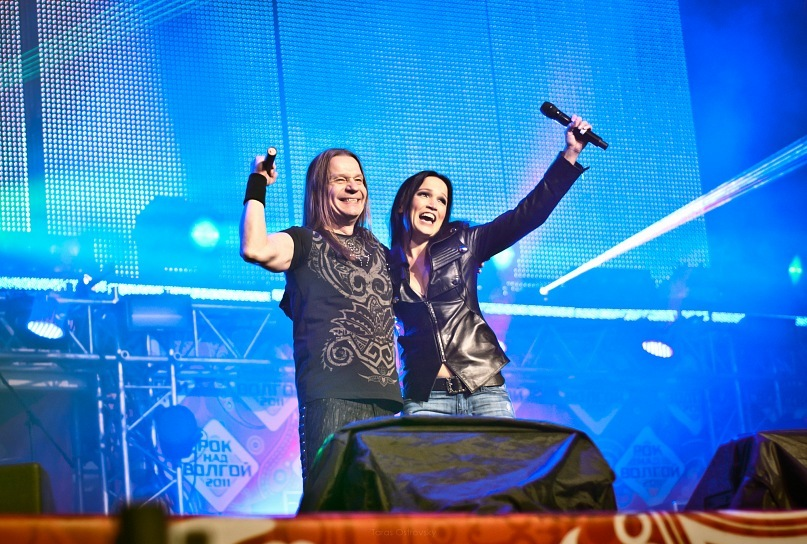
Валерий Кипелов и Тарья Турунен (экс-Nightwish) дуэтом исполнили песню «Я здесь» из дебютного альбома «Кипелова» в 2011 году

В таком составе группа в 2003 году начала активную концертную деятельность. «Кипелов» проехал по России, исполняя преимущественно песни «Арии», написанные участниками группы, а также материал из альбома 1997 года «Смутное время». Однако не исполнялись песни «Зверь» и «Химера», несмотря на то, что Кипелов был одним из соавторов этих песен; вместе с тем исполнялись песни «Тореро», «Воля и разум», «Здесь куют металл» и «Встань, страх преодолей», в создании которых не участвовал ни один из участников группы, а песня «Герой асфальта» исполнялась и после ухода Маврина из группы и исполняется по сей день. 24 мая 2003 года был записан концертный альбом «Путь наверх», состоящий из песен «Арии», которые были написаны Кипеловым, Терентьевым и Мавриным.
Особую популярность снискала песня «Я свободен», ставшая главным «хитом» группы. Эта баллада возглавляла хит-парады «Чартова дюжина» и MTV Россия top-20, и по результатам проведённого в 2015 году журналом «Русский репортёр» социологического исследования, текст песни занял 15-место в топ-100 самых популярных в России стихотворных строк, включающем, в числе прочего, русскую и мировую классику.
В конце 2003 группу покидает Сергей Терентьев, основавший группу «Артерия». На его место был приглашён гитарист Андрей Голованов (экс-«Легион»). В начале 2004 года выходит сингл «Вавилон», записанный ещё с Терентьевым и Мавриным (аранжировка сделана Терентьевым), снимается видеоклип на одноимённую песню. 4 июня 2004 года группа Кипелов в качестве почётных гостей участвовала на Премии Муз-ТВ 2004. В течение 2004 года группа начинает исполнять отдельные песни из будущего альбома. По словам Сергея Маврина, текст к заглавной песне одновременно писали Сергей Маврин и Маргарита Пушкина, Валерий Кипелов выбрал вариант Маргариты. Летом 2004 года группе «Кипелов» вручают Премию MTV Россия как лучшей рок-группе года.
В 2004 году вышло переиздание концерта Путь наверх, где была вырезана значительная часть общения с залом, а в качестве бонусов прилагались песни «Вавилон» и «Смутное время» (версия 2004 года). Вскоре после этого группу покидает Сергей Маврин, но Алексей Харьков, приглашённый в «Кипелова» по его инициативе, остаётся. По его словам, причиной тому были творческие разногласия: Маврин желал выпускать более сложный материал и быстрее. В мае 2005 года для концертного тура и записи альбома в группу был приглашён известный гитарист немецкой группы Rage Виктор Смольский. 28 мая 2005 года в ДС «Лужники» состоялся концерт, приуроченный к выходу нового альбома. Концерт получил название Реки Времён тур: Москва 2005, который позже вышел на DVD и CD, куда также были добавлены все снятые на тот момент клипы группы. В составе Кипелов-Голованов-Харьков-Манякин-Смольский был записан дебютный альбом — «Реки времён». Смольский участвовал в туре в поддержку альбома и выступал с «Кипеловым» более года, хотя на афишах значился как «специальный гость». «Кипелов» и «Rage» провели также совместный концерт, где Виктор играл в составе обеих групп.

### Второй альбом

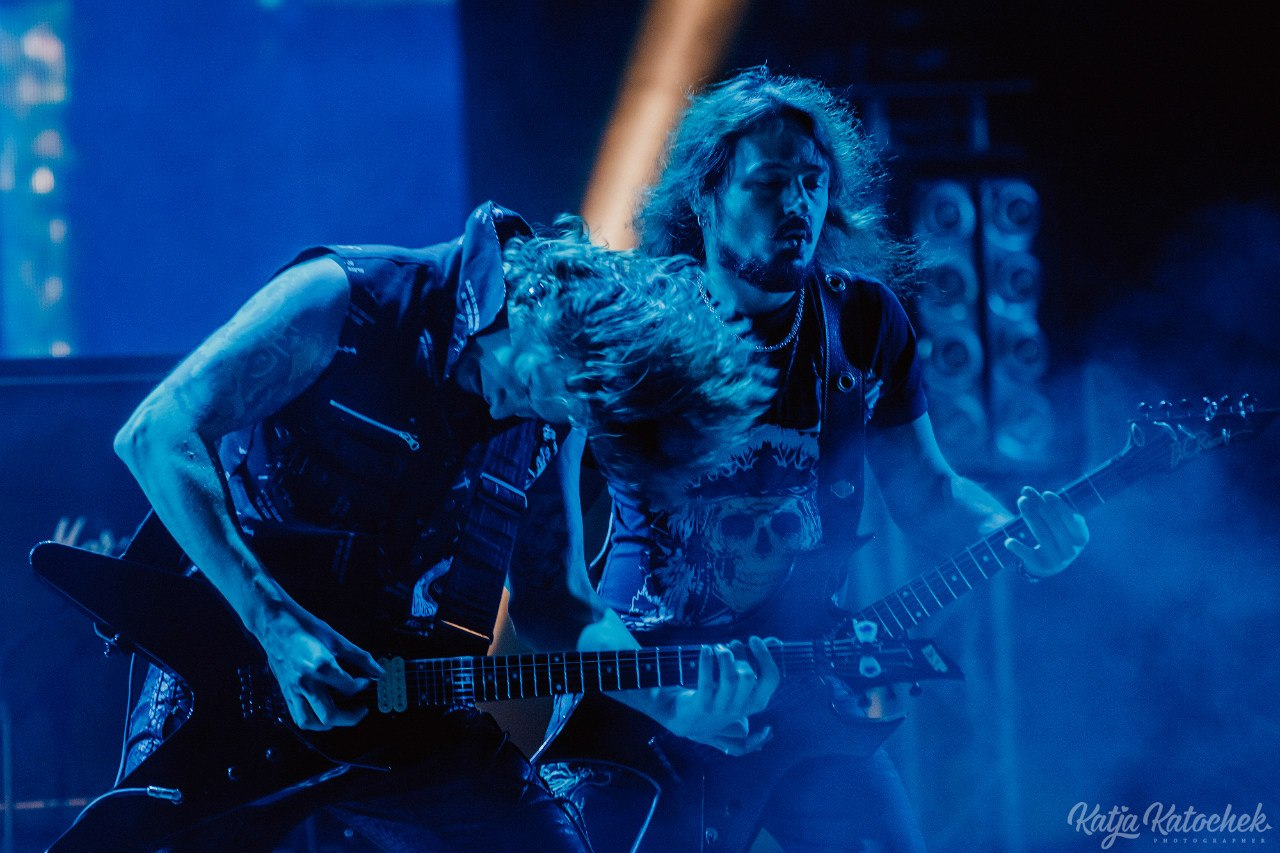
В. Молчанов и А. Голованов на фестивале Moscow Metal Meeting 2014

В феврале 2006 года Смольский окончательно вернулся в «Rage». В группу был приглашён гитарист Вячеслав Молчанов (экс-«Легион»). В сентябре 2006 года «Кипелов» начинает юбилейный гастрольный тур. Одновременно выходит DVD «Москва 2005» с концертом в Лужниках, который состоялся в 2005 году.
В 2007 году группой был снят видеоклип на песню «Не сейчас».
Также в 2007 году выходит фильм Валерия Пендраковского «Бегущая по волнам» по одноимённому роману Александра Грина. Для фильма в 2005 году группа записала песню «Талисман (Чёрный ангел)» на музыку бывшего участника группы Nautilus Pompilius Дмитрия Умецкого и композитора Юрия Чернавского, стихи бывшего поэта «Наутилуса» Ильи Кормильцева.
15 октября 2007 года выходит ремикс и ремастер альбома «Реки времён». 18 и 20 октября 2007 года в Москве в ДС «Лужники» и в Санкт-Петербурге в Ледовом дворце прошли юбилейные концерты группы. На них была презентована новая песня «Монолог» (Жить Вопреки), которая должна войти в новый альбом «Кипелова», и песня «Никто» из альбома совместного проекта «Династия посвящённых».
В феврале 2009 года группа выпустила сингл «На грани», в который вошли одноимённая новая песня и две уже известных композиции в акустическом варианте: «Я здесь» и «Ночь в июле», к перезаписи которых был привлечён струнный оркестр.
В 2010 году, 29-30 мая группа дала два московских концерта в ДК «Горбунова», где группа сделала подарок своим фанатам и поклонникам — это народные песни «Не для меня», «Ой, то не вечер», «Любо, братцы, любо», спетые вместе с ансамблем «Малиновка».
13 мая 2011 года умирает первый директор группы Рина Ли. Ли называют основной причиной раскола группы «Ария» в 2002 году и возникновения на её базе группы «Кипелов».
1 марта 2011 года был выпущен второй альбом группы под названием «Жить вопреки». Презентация альбома состоялась в клубе Arena Moscow 1 и 2 апреля 2011 года. Альбом записывали в России, а сводили в Финляндии. Сведением альбома занимался Michael Voss. 12 июня 2011 года группа выступила на фестивале «Рок над Волгой», где исполнила песню «Я здесь» дуэтом с Тарьей Турунен, экс-вокалисткой группы «Nightwish». 1 декабря 2012 года в «Crocus City Hall» состоялся концерт, посвящённый десятилетию группы, на который были приглашены С. Терентьев и С. Маврин. По итогам концерта вышел альбом «X лет. Крокус Сити Холл»
7 апреля 2013 года состоялась предварительная презентация нового сингла «Отражение» и автограф-сессия группы в Москве. В сингл вошли композиции: «Сальери и его Отражение», «Ария Надира», «Я свободен», «Мертвая зона».

### Третий альбом

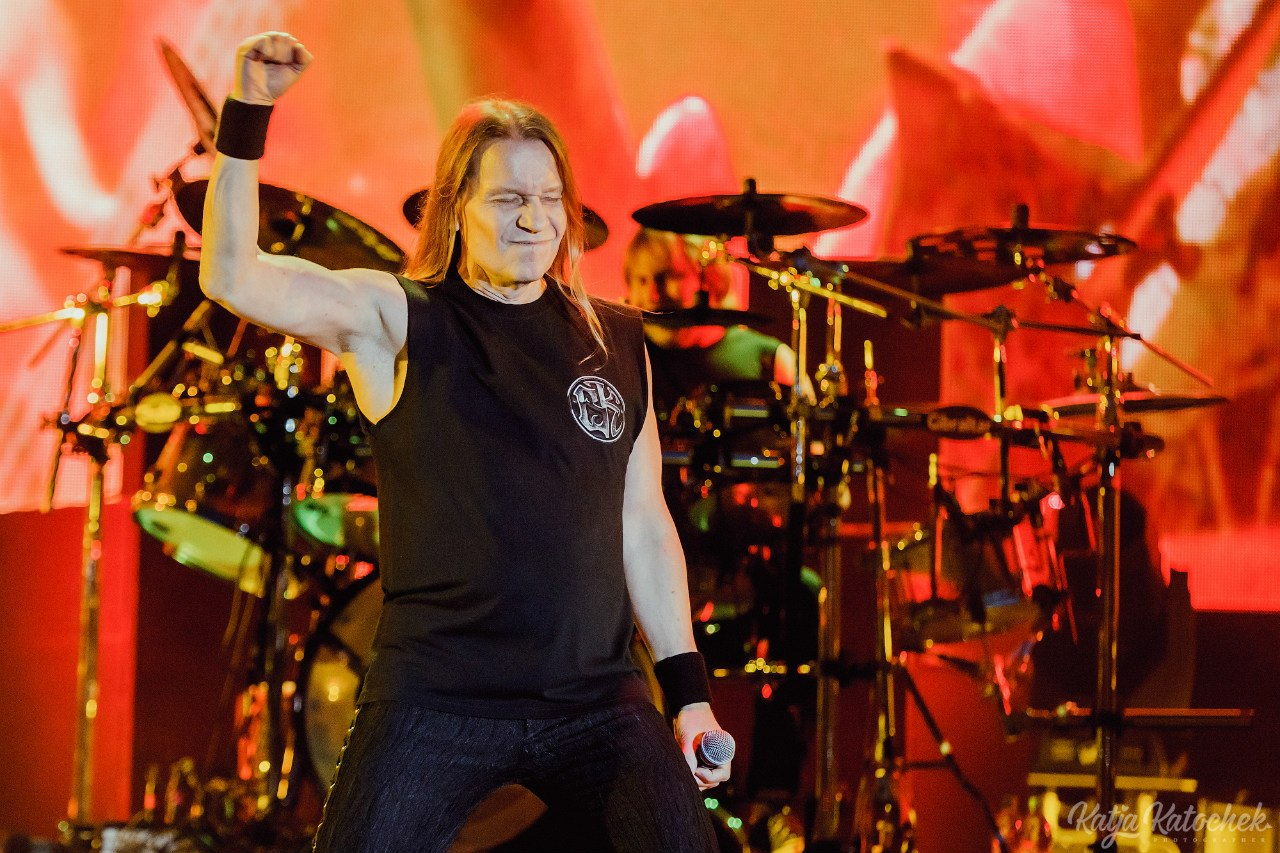
Валерий Кипелов на фестивале Moscow Metal Meeting 2014

После выхода сингла «Отражение» участники группы сообщили о планах выпуска нового альбома. Для подготовки материала группа практически полностью приостановила концертную деятельность, посещая только крупные рок-фестивали. 20 октября 2015 года состоялся релиз нового сингла группы «Кипелов» «Непокорённый». Заглавная песня посвящена подвигу людей, переживших блокаду Ленинграда, отстоявших свою страну и свой город и написана к 70-летию Победы в Великой Отечественной войне. Помимо новой композиции издание включает и записанные на концерте в Arena Moscow (08/12/2013) песни «Власть Огня» и «Закат». После концерта 4 декабря 2015 года в Санкт-Петербурге группа отправилась в студию Ленфильм снимать новый клип на песню «Непокорённый». Клип вышел 27 января 2016 года (День полного снятия блокады города Ленинград).

4 мая 2016 года Валерию Кипелову и группе «Кипелов» за создание песни и видеоклипа «Непокоренный», посвящённых мужеству героических защитников Ленинграда Сергеем Мироновым была вручена Всероссийская премия Золотой венец Победы

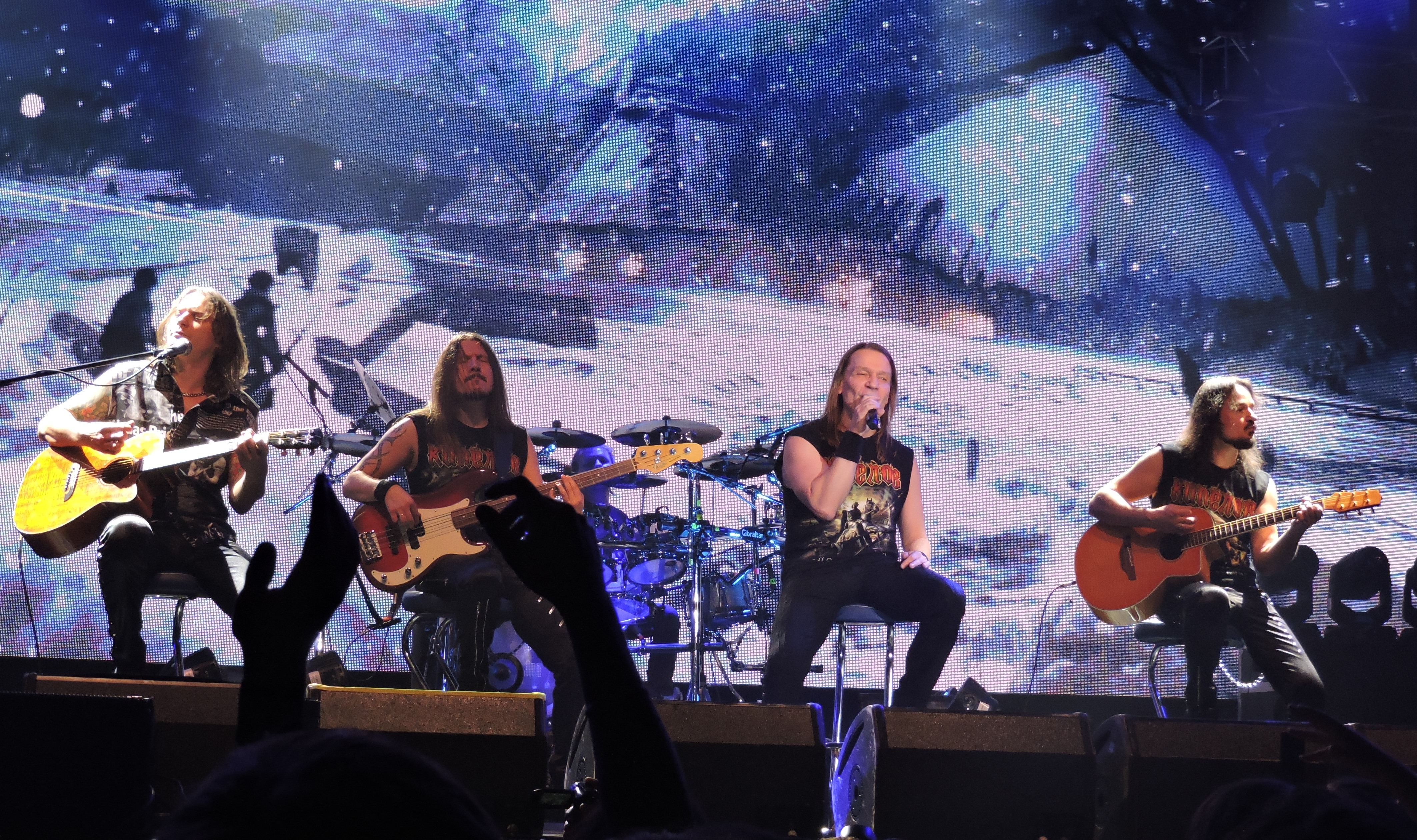
Иногда группа исполняет песни
в акустическом варианте
(4 декабря 2015 года, СПб)

 29 сентября 2017 года группа представила свой третий альбом «Звёзды и кресты», который вышел на лейбле «Navigator Records». Помимо двух ранее известных композиций, альбом содержит семь новых треков, а также инструментальную версию песни «Ледяной дождь». Песня «Косово поле» является самой большой по длительности композицией группы, она длится 10 минут, 4 секунды. Впервые в качестве композиторов в альбоме выступили Александр Манякин и Александр Кипелов. Также впервые в истории группы в качестве основного вокалиста в композиции «Тёмная Башня» выступил Вячеслав Молчанов.

В ноябре 2018 года группа «Кипелов» приступила к съемкам видеоклипа на композицию «Жажда невозможного» из последнего альбома. Съемочный процесс происходил в готическом особняке Кельха в Санкт-Петербурге. Режиссёром клипа выступил Олег Гусев, а оператором Сергей Дубровский. Премьера видеоклипа состоялась 1 февраля 2019 года на Youtube канале группы.

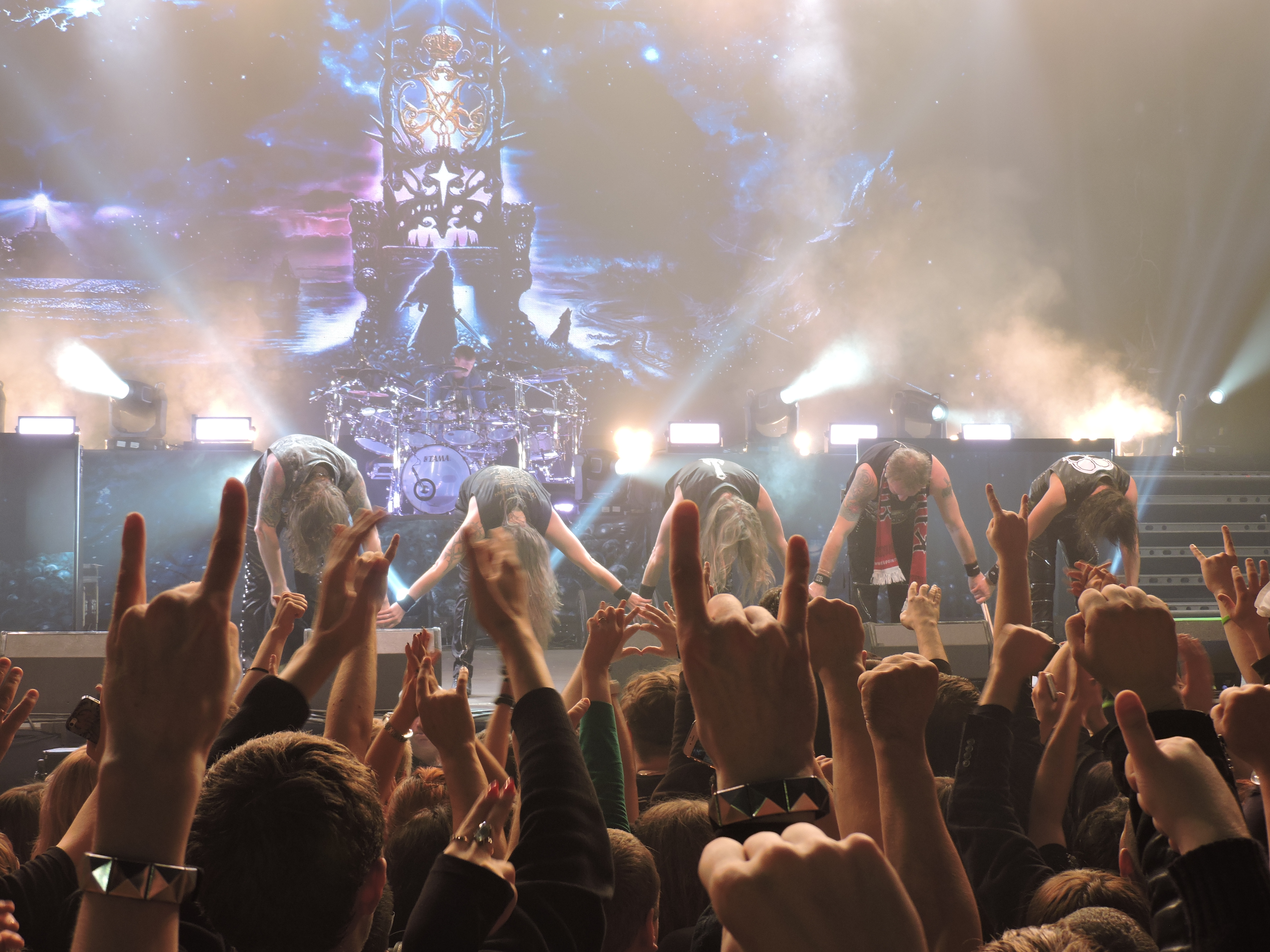
Группа «Кипелов» в конце каждого концерта всегда отвешивает поклон зрителям (21 октября 2017 года, СПб)

Осень 2019 года ознаменовалась для группы «Кипелов» стартом масштабного тура с Симфоническим оркестром. Для этих целей знаменитым российским композитором Кириллом Уманским были написаны партитуры к 20-ти музыкальным композициям коллектива. Тур прошёл по крупнейшим городам России, включая Москву, где группа дала сразу два аншлаговых концерта 07 декабря 2019 и 13 марта 2020. Московские концерты проходили на площадке Crocus City Hall, где по итогам второй концертной даты был снят ДВД, вышедший на лейбле Moroz Records 25 сентября 2020 года. Выход диска предварялся всероссийским показом концерта в сетях кинотеатров «Киномакс» и «КАРО». 28 сентября аудио- и видеоверсии концерта были опубликованы в свободном доступе в сети Интернет.
В связи с внеплановой операцией на коленном суставе и последующей реабилитацией Александра Манякина, место за барабанной установкой на весь концертный период с осени 2020 года до лета 2021 года временно занял Александр Карпухин (ранее бывший участником коллективов «Мастер» и «Маврин»).

### Мини-альбомы. Часы судного дня и Весы судьбы
В своих социальных сетях группа анонсировала выход альбома 8 октября 2021 года. Мини-альбом «Часы Судного дня» состоит из четырёх треков. Песня «Огненная дуга» уже исполнялась группой на некоторых концертах в рамках весенне-летнего тура.
1 декабря 2022 года умер композитор и органист Кирилл Уманский. Уманский много работал с группой «Кипелов», начиная с 2012 года создавал оркестровые и хоровые аранжировки к песням группы, а также к «Концерту с симфоническим оркестром» (записан в 2020 г.).
29 декабря 2023 года группа представила заглавную песню из мини-альбома «Весы Судьбы», приуроченную к 80-летию Курской битвы, и лирик-видео на неё.
8 марта 2024 года был выпущен сам мини-альбома, в который вошли 5 композиций — «Интро» (инструментальная), «Весы судьбы», «Ночь в душе твоей», «Твой путь» и «Хранитель света». 17 марта на последнюю был представлен клип.
20 ноября 2024 коллектив выпустил концертный альбом «ВТБ Арена. Live 13.07.2024», видеоверсия которого была представлена 11 октября. Альбом записан во время крупнейшего концерта в истории группы, прошедшего 13 июля в московской «ВТБ Арене».

## Состав группы

### Нынешний состав
| Имя               | Год    | Инструменты, деятельность               |
| ----------------- | ------ | --------------------------------------- |
| Валерий Кипелов   | c 2002 | вокал                                   |
| Алексей Харьков   | с 2002 | бас-гитара                              |
| Александр Манякин | с 2002 | ударные                                 |
| Андрей Голованов  | с 2003 | соло/ритм-гитара, акустика              |
| Вячеслав Молчанов | с 2006 | соло/ритм-гитара, акустика, бэки, вокал |

### Бывшие участники
| Имя                | Год       | Инструменты, деятельность          |
| ------------------ | --------- | ---------------------------------- |
| Евгений Шидловский | 2002—2003 | концертный техник, клавишные, бэки |
| Сергей Терентьев   | 2002—2003 | соло/ритм-гитара                   |
| Сергей Маврин      | 2002—2004 | соло/ритм-гитара                   |

### Сессионные участники
| Имя                | Год       | Инструменты, деятельность |
| ------------------ | --------- | ------------------------- |
| Виктор Смольский   | 2004—2006 | соло/ритм-гитара          |
| Александр Карпухин | 2020—2021 | ударные                   |

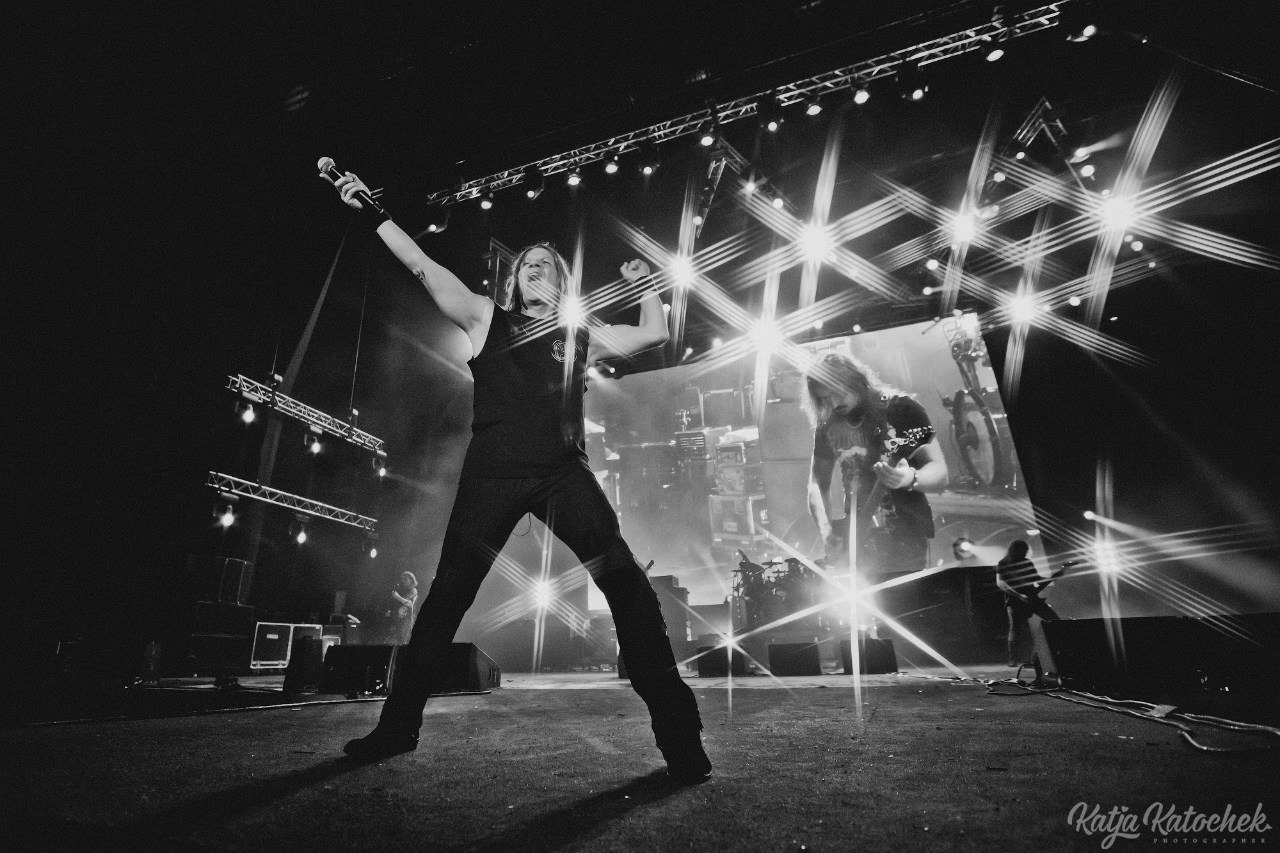
Валерий Кипелов
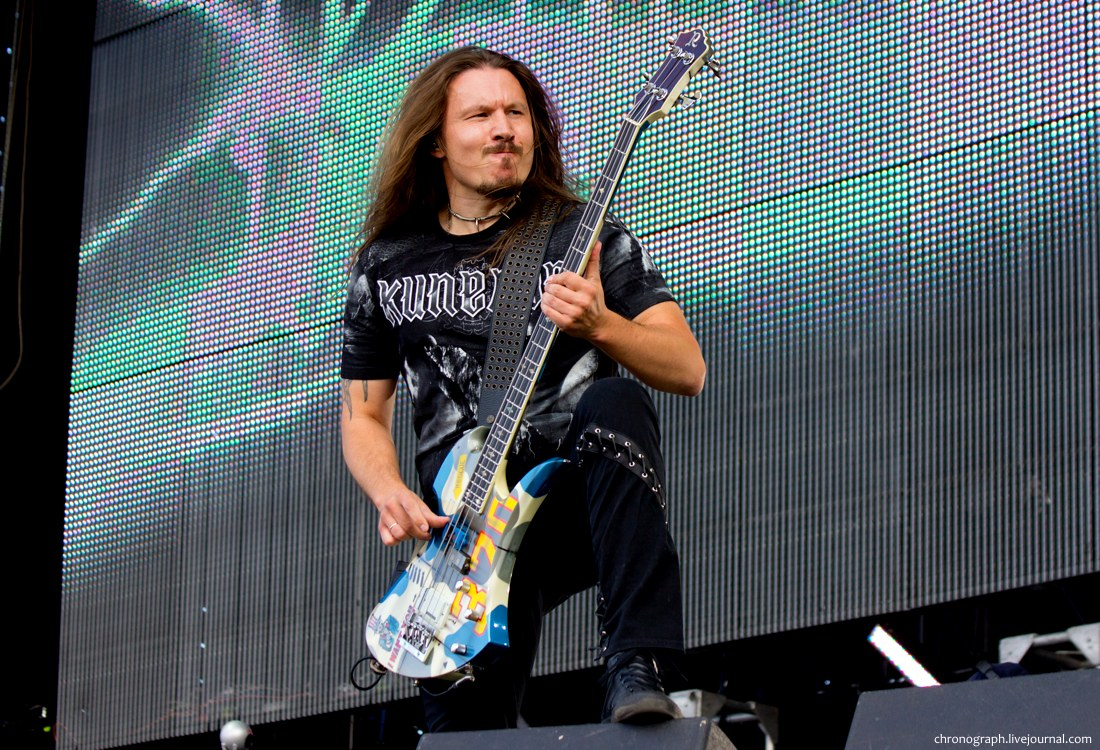
Алексей Харьков
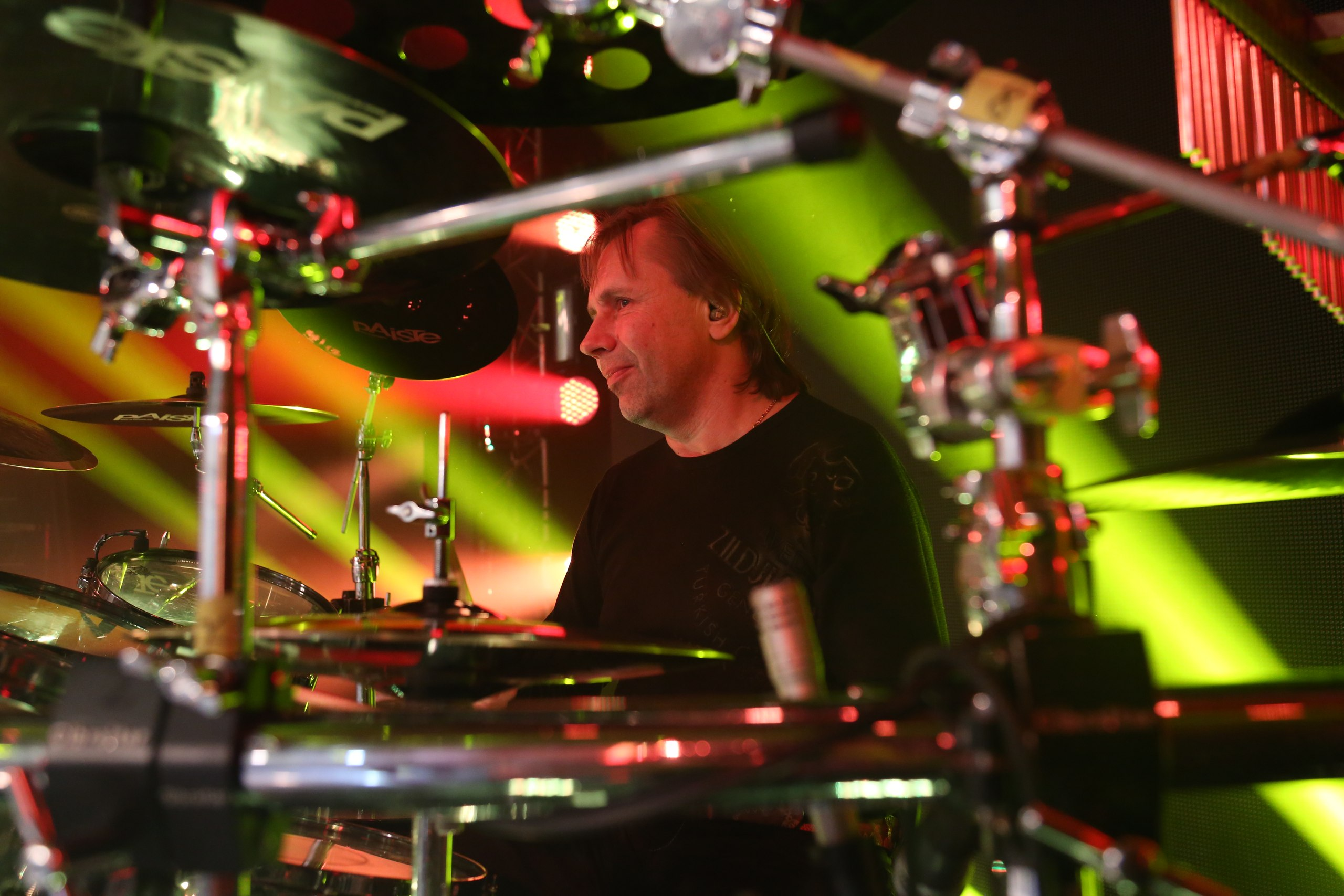
Александр Манякин
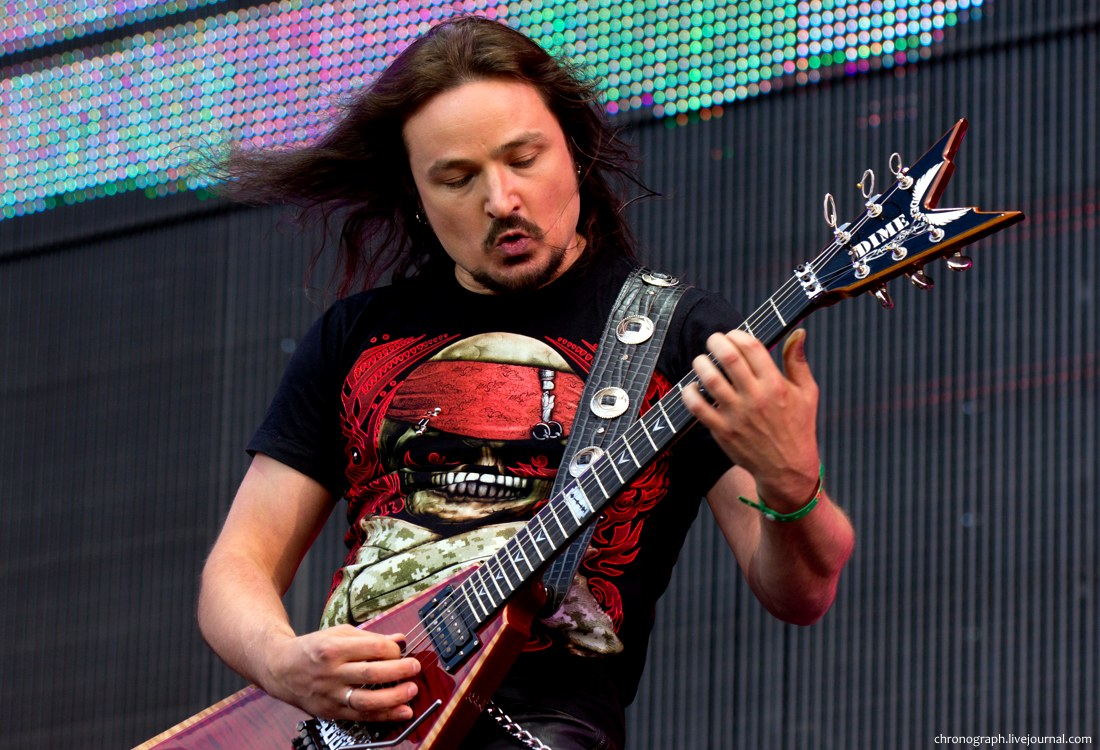
Андрей Голованов
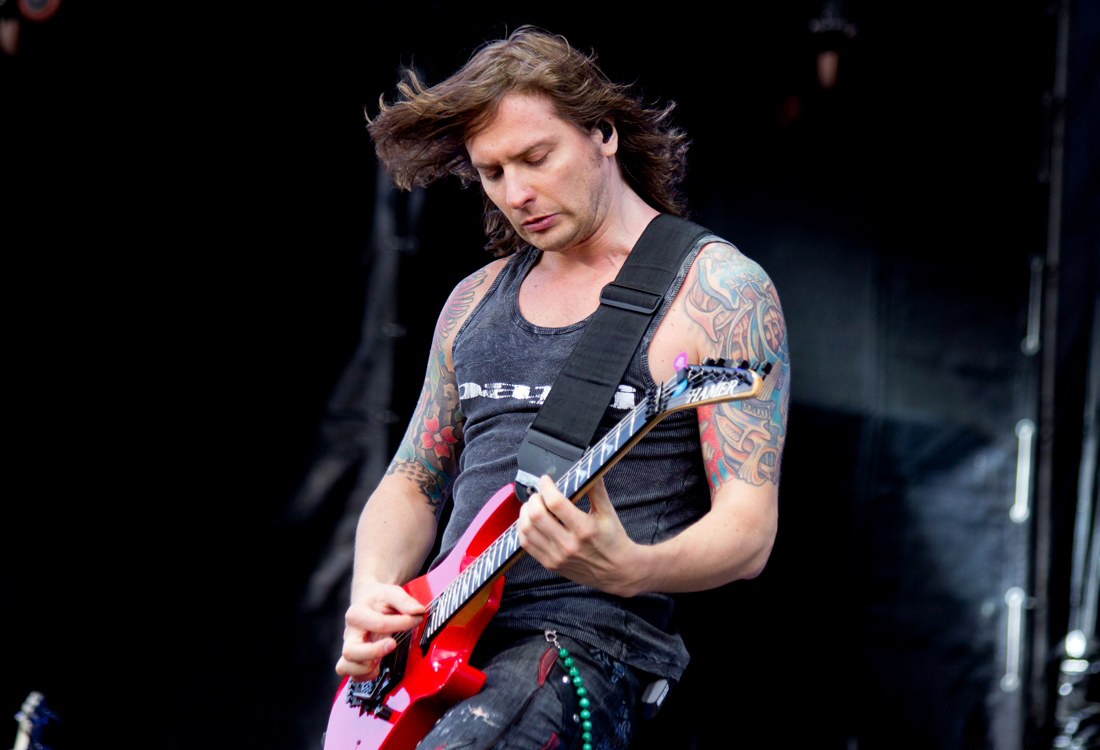
Вячеслав Молчанов

## Дискография
Студийные альбомы
- 2005 — Реки времён[28]
- 2011 — Жить вопреки
- 2017 — Звёзды и кресты[29]

## Награды и премии
- Премия Министерства обороны Российской Федерации в области культуры и искусства за 2023 год  — за проект «Культбригада «С песней к Победе!»[30]

| Год  | Премия                          | Номинация                                                                                               | Результат |
| ---- | ------------------------------- | --- | --------- |
| 2003 | «ПобоRoll»                      | «Группа года»                                                                                           | Победа    |
| 2003 | «Чартова дюжина-2003»           | «Лучшая песня» — («Я свободен»)                                                                         | Номинация |
| 2004 | «MTV Russia Music Awards»       | «Лучший рок-проект»                                                                                     | Победа    |
| 2004 | «MTV Russia Music Awards 2004»  | «Лучший певец»                                                                                          | Номинация |
| 2005 | «Чартова дюжина-2005»           | «Лучшая песня» — («Не сейчас»)                                                                          | Номинация |
| 2006 | «Чартова дюжина-2006»           | «Лучшая песня» — («Реки времён»)                                                                        | Номинация |
| 2007 | Специальный приз «Рекордъ-2007» | «За лучший живой концерт 2007 года» (юбилейный концерт 18 октября 2007 года в Лужниках)                 | Победа    |
| 2008 | «Чартова дюжина-2008»           | «Концерт года» — (Юбилейный концерт, ДС «Лужники», 18.10.2007)                                          | Номинация |
| 2008 | «Чартова дюжина-2008»           | «Солист года»                                                                                           | Номинация |
| 2008 | «Чартова дюжина-2008»           | «Лучшие песни десятилетия 1998—2008» — («Я свободен»)                                                   | Номинация |
| 2009 | «Чартова дюжина-2009»           | «Лучшая песня» — («На грани»)                                                                           | Номинация |
| 2010 | «Русский топ-2010»              | «Лучший певец»                                                                                          | Номинация |
| 2011 | «Чартова дюжина-2011»           | «Лучшая песня» — («Дыхание последней любви»)                                                            | Номинация |
| 2012 | «Чартова дюжина-2012»           | «Солист года»                                                                                           | Победа    |
| 2012 | «Русский топ-2011»              | «Лучший певец»                                                                                          | Победа    |
| 2012 | «Русский топ-2011»              | «Лучший альбом» («Жить вопреки»)                                                                        | Победа    |
| 2012 | «Русский топ-2011»              | «Лучшая рок-группа»                                                                                     | Номинация |
| 2013 | «Русский топ-2012»              | «Лучшая рок-группа»                                                                                     | Победа    |
| 2013 | «Русский топ-2012»              | «Лучший певец»                                                                                          | Победа    |
| 2013 | «Чартова дюжина-2013»           | «Концерт года» — (Концерт состоявшийся 1 декабря 2012 года в Crocus City Hall)                          | Победа    |
| 2013 | «Чартова дюжина-2013»           | «Солист года»                                                                                           | Номинация |
| 2014 | «Русский топ-2013»              | «Лучшая рок-группа»                                                                                     | Победа    |
| 2014 | «Русский топ-2013»              | «Лучший альбом» — (Сингл «Отражение»)                                                                   | Победа    |
| 2014 | «Русский топ-2013»              | «Лучший певец»                                                                                          | Номинация |
| 2015 | «Русский топ-2014»              | «Лучшая рок-группа»                                                                                     | Номинация |
| 2015 | «Русский топ-2014»              | «Лучший певец»                                                                                          | Номинация |
| 2016 | «Золотой венец Победы»          | «За создание песни и видеоклипа „Непокоренный“, посвященных мужеству героических защитников Ленинграда» | Победа    |

## Рейтинги
В 2014 году был составлен список «500 лучших песен „Нашего радио“», составленный на основе выбора радиослушателей. «Кипелов» представлен в нём семью песнями: «Я свободен» (4-е место), «Я здесь» (97-е место), «Вавилон» (116-е место), «Дыханье последней любви» (163-е место), «Реки времён» (170-е место), «Не сейчас» (221-е место), «На грани» (242-е место).

### Официальные
- Официальный сайт группы
- Кипелов (группа) в X
- Кипелов (группа) на сайте Instagram
- Официальная страница Кипелов (группа) в социальной сети Facebook
- Видеоканал Кипелов (группа) на YouTube
- Страница Кипелов (группа) в социальной сети «ВКонтакте»
- Официальный канал группы Кипелов в Telegram

### Неофициальные
- Фан-зона группы Кипелов
- Кипелов на Encyclopaedia Metallum